# Incognito (band)

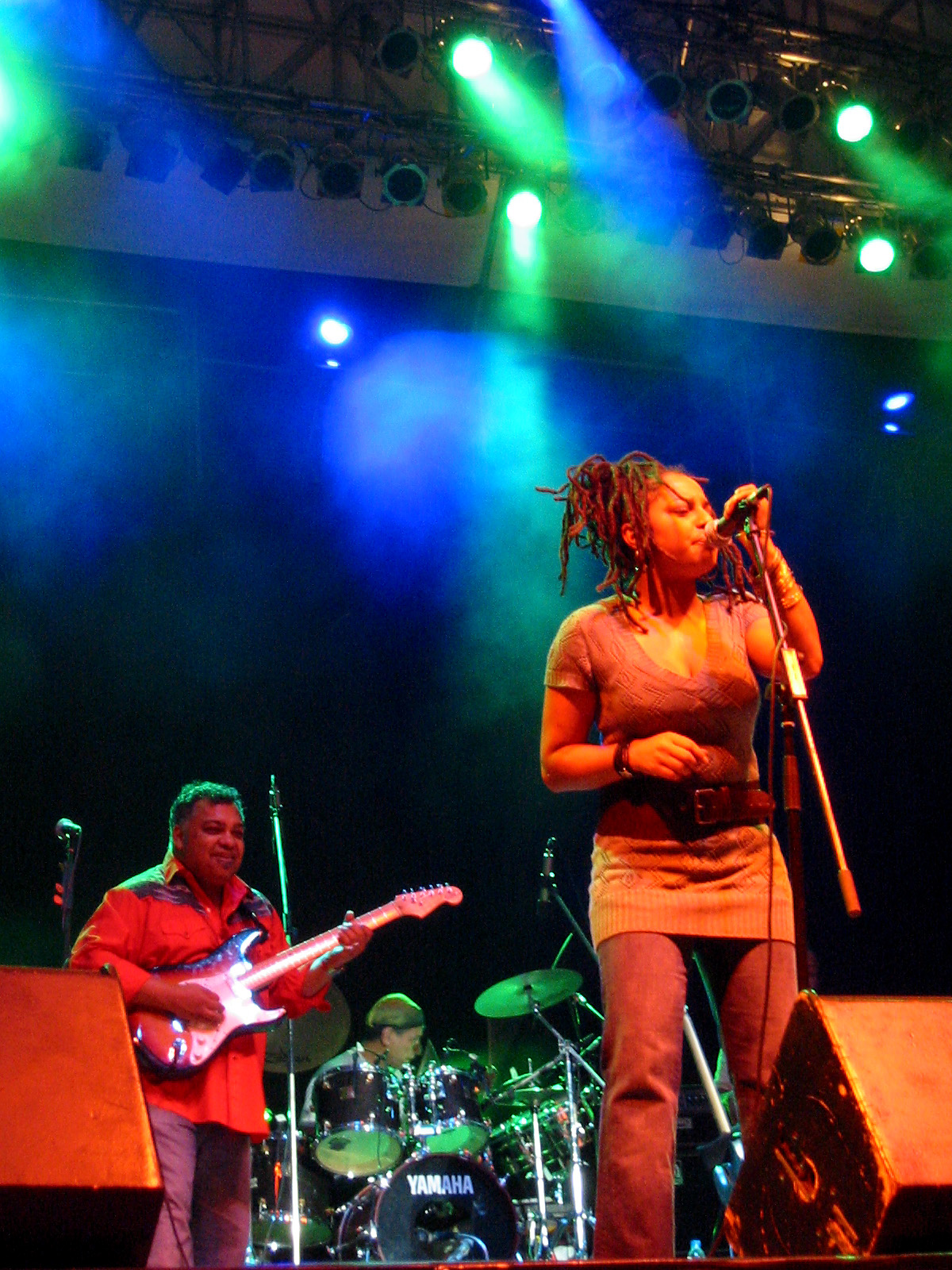
Incognito live in Bangkok in 2005

Incognito is een Britse band opgericht in 1980. Hun debuut maakten ze in 1981 met het album Jazz Funk. In de eerste jaren waren ze vooral bekend in de Engelse acidjazz-scene. Hun doorbraak kwam met de wereldhit Always there in 1991, dat ook de doorbraak voor het Talkin' Loud-label betekende. Het was een bewerking van een nummer dat oorspronkelijk komt van Ronnie Laws uit 1975. Er zijn inmiddels 16 albums verschenen, waaronder een aantal met remixen. In 2019 verscheen het album Tomorrow's New Dream. 
In Nederland was Always there op vrijdag 26 juli 1991 Veronica Alarmschijf op Radio 3 en werd een grote top 3 hit in de Top 40.
Het concept achter de band was het oprichten van een jazz–soul–funk-formatie met wisselende elementen qua muzikanten en stemmen. De frontman van de band is Jean-Paul 'Bluey' Maunick. Naast gitarist en zanger is hij ook producer en componist.  
Andere opvallende bandleden zijn bijvoorbeeld de zangers Tony Momrelle, Jocelyn Brown, Carleen Anderson, Imaani, Maysa Leak en Kelli Sae. Matt Cooper maakt ook onderdeel uit van D*Note. 
Daarnaast blijkt het materiaal van de band favoriet om te remixen zoals gedaan is door bijvoorbeeld Masters at Work, David Morales, Roger Sanchez en Jazzanova.

## Huidige bandleden
- Jean-Paul 'Bluey' Maunick — gitaar/zang
- Carleen Anderson — zang
- Francesco Mendolia - drums
- Matt Cooper — keyboard
- Dominic Glover — trompet
- Imaani — zang
- Tyrone Henry — zang
- Francis Hylton — bas
- Maysa Leak — zang
- Tony Momrelle — zang
- Tony Remy — gitaar
- Joy Rose — zang
- Andy Ross — saxofoon
- Nichol Thomson — trombone

## Voormalige bandleden
- Mark Anthoni
- Christopher Ballin
- Xavier Barnett
- Bud Beadle
- Max Beesley
- Jocelyn Brown - zang
- Sarah Brown
- Richard Bull
- Ray Carless
- Patrick Clahar
- Matt Coleman
- Simon Cotsworth
- Julian Crampton
- Chris DeMargary
- Thomas Dyani-Akuru
- Gail Evans
- Adrian Fry
- Andy Gangadeen
- Gavin Harrison
- Graham Harvey
- Peter Hinds
- Randy Hope-Taylor
- Ed Jones
- Joy Malcolm
- Linda Muriel
- Dominic 'Ski' Oakenfull
- Kevin Robinson
- Winston Rollins
- Kelli Sae
- Gary Sanctuary
- Snowboy - percussie
- Karl Vandenbossche - percussie
- Fayyaz Virji
- Pete Ray Biggin — drums

## Discografie
- 1981 Jazz Funk
- 1991 Inside Life
- 1992 Tribes, Vibes and Scribes
- 1993 Positivity
- 1995 100° And Rising
- 1997 Beneath The Surface
- 1998 Blue moods
- 1999 No Time Like The Future
- 2000 The Best
- 2001 Life, Stranger Than Fiction
- 2002 Who Needs Love
- 2004 Adventures in Black Sunshine
- 2005 Eleven
- 2006 Bees + Things + Flowers
- 2008 Tales From The Beach
- 2010 Transatlantic RPM
- 2012 Surreal
- 2014 Amplified soul
- 2015 Live in London, 35th anniversary show
- 2016 In Search of Better Days
- 2019 Tomorrow's New Dream

### NPO Radio 2 Top 2000
Van Incognito stond alleen Don't you worry 'bout a thing in 1999 in de NPO Radio 2 Top 2000, op plek 1608.